# Остров Большой Жужмуй
Остров Большой Жужмуй — деревня в составе Сосновецкого сельского поселения Беломорского района Республики Карелия.

## Общие сведения
Расположена на острове Большой Жужмуй в Онежской губе Белого моря, в 40 км к северо-востоку от Беломорска и в 39 км к юго-юго-западу от посёлка Соловецкий.
Деревня находится в лесах в средней части острова в полукилометре от северо-восточного берега. Площадь острова около 7 км², почти полностью покрыт лесом. Наивысшая точка — 40,5 над уровнем моря.
На острове располагались промысловая база добытчиков ламинарии и метеостанция. Сохранился маяк «Жужмуйский», один из старейших в России — построен в 1871 году (был выключен в 2010, возможно, частично работает в автономном режиме). На острове находится кладбище маячников.

## Население
| 2002 | 2009 | 2010 | 2013 |
| ---- | ---- | ---- | ---- |
| 2    | ↗4   | ↘2   | →2   |